# Philippe Delaveau
Pour les articles homonymes, voir Delaveau.
Philippe Delaveau est un poète et écrivain français, également traducteur et critique d'art, né le 18 mai 1950 à Paris.

## Biographie
Après une enfance à Paris et en Touraine, des séjours à Londres et dans le Devonshire, Philippe Delaveau retourne vivre six années à Londres, pendant les années 1980, avec sa famille. Ce séjour lui permet de découvrir sa véritable voie. L’époque, particulièrement en France, est alors marquée par le formalisme en littérature. Lisant les poèmes de T.S. Eliot, qui a fréquenté le quartier de Londres où il habite, découvrant une « autre » poésie anglaise, lecteur enthousiaste de Claudel, Dadelsen, Reverdy, Schehadé, Grosjean, Réda, etc., il prend ses distances avec le nouveau roman et le peu qu’il connaît des écritures formalistes françaises d’alors.
Jonathan Griffin lui fait lire des poètes américains contemporains et rencontrer des poètes anglais. C’est à cette époque que des promenades le long de la Tamise font surgir des personnages échappés à la mythologie grecque ou latine, qui semblent errer dans la grande ville moderne en quête de sens. Ces « hallucinations » qui succèdent aux séances de travail au British Museum, où se trouve la British Library, lui font écrire de nombreux poèmes, dont la plus grande partie sera reprise dans Eucharis. La poésie anglaise, en particulier, lui a fait mesurer l'importance de la musique dans le poème. C'est ce qu'il cherchera à retrouver en s'inscrivant dans l'une des deux modernités issues d'Apollinaire : celle du vers accentué, en quête de « mélodie ». 
En 2017, il est nommé membre du jury du grand prix national de la poésie du ministère de la Culture.

## Prix et distinctions

### Prix
- Prix Guillaume-Apollinaire (1989)
- Prix Max-Jacob (1999)
- Grand prix de poésie de l'Académie française[3] (2000)
- Grand prix de poésie de la SGDL[3] (2010),
- Prix de poésie Alain Bosquet[3] (2012),
- Prix Omar Khayyam (2012),
- Prix Rainer-Maria Rilke (2012)[4]
- Prix Roger-Kowalski[5] (2012)

### Distinctions
- 2008 :  Chevalier de l'ordre des Palmes académiques[6]
- 2009 : chevalier de l'ordre des Arts et des Lettres[réf. nécessaire]
- 2013 : chevalier de l'ordre de la Palhinte bleue, Royaume de Hu-Tu-Fu (décerné le 13 juillet 2013)[réf. nécessaire]

Postes honorifiques
Philippe Delaveau est membre de l’Académie Mallarmé, juré du prix Apollinaire, du PEN club de France, sociétaire de la SGDL.

## Œuvres
Philippe Delaveau est l'auteur d’une dizaine de recueils de poèmes, la plupart publiés par les éditions Gallimard, de traductions de l’anglais et de l’espagnol, de nombreux ouvrages réalisés avec ses amis peintres (Baltazar, Roger Bertemes, Jean Cortot, Maud Greder, Philippe Hélénon, Laubiès, Patrice Pouperon, Antonio Segu…).

### Auxéditions Gallimard
- Eucharis, 1989.
- Le Veilleur amoureux, 1993.
- Labeur du temps, 1995.
- Histoire ecclésiastique du peuple anglais (Bède le Vénérable), collection « L'Aube des peuples », traduit de l’anglais, préface et notes, 1995.
- Petites Gloires ordinaires, 1999.
- Infinis brefs avec leurs ombres, 2001.
- Instants d'éternité faillible, 2004.
- Son nom secret d'une musique, 2008.
- Ce que disent les vents, 2011.
- Invention de la terre, 2015.

### Anthologies Gallimard
- 20 Poètes pour l'an 2000, présentation et choix de Guy Goffette, coll. Folio Junior Poésie, no 1010, 1999.
- Poèmes à suivre, Le Printemps des poètes, préface de Claude Allègre, coll. Folio Junior Poésie.
- Petit Printemps portatif, poèmes présentés par Guy Goffette, 2002.
- La Poésie lyrique, anthologie proposée et commentée par Christine Chollet et Bruno Doucey, coll La bibliothèque Gallimard, 2002.
- Une salve d'avenir. L'Espoir, anthologie poétique, préface d'Edgar Morin, 2004.

### Chez d'autres éditeurs
- Un Triste crépuscule, nouvelle, Les Cahiers Bleus, 1986.
- La Poésie française au tournant des années 80, textes présentés et réunis par Philippe Delaveau, José Corti, 1988.
- Écrire la peinture, textes présentés et réunis par Philippe Delaveau, Éditions universitaires, 1991.
- Les secrets endormis, impressions du Mexique (en collaboration avec Bernard Pozier, dessins de Philippe Delaveau et photographies de Bernard Pozier.), Les Écrits des Forges, Ottawa, Canada 1993.
- Julius Blatazar, un abstrait à l'état sauvage, Michel Vokær, Bruxelles, 1994.
- Cent sous pour la reine Mab, poèmes pour la scène, La Différence, Paris 1999 (gravure originale de Pierre Alechinsky), repris partiellement dans :
  - Orphée studio, poésie d'aujourd'hui à voix haute - présentation et choix d’André Velter, Poésie/Gallimard, 1999 - Texte créé par Mme Françoise Seigner, de la Comédie-Française, et l'auteur pour France-Culture et repris au Théâtre Molière (2000).
- Architecture sereine du vide, poèmes de Roberto Di Pasquale, traduction de l’espagnol (Argentine), couverture et gravure originale d’Antonio Seguí, Éditions Bernard Dumerchez, 2000.
- Regards sur Julius Baltazar (avec Fernando Arrabal, Paul Bélanger, Michel Butor, Georges-Emmanuel Clancier, Guy Cloutier, Jean Cortot, Hélène Dorion, Eugène Guillevic, Lucie Albertine-Guillevic), Éditions Coquecigrues, 2000.
- Trois notes fluides pour le silence, Editions Vents de terre, 2012.
- Regards sur Paul Valéry (avec Michel Jarrety, Kolja Micevic, Patricia Signorile, Salah Stetié, Kunio Tsunekawa), Fata Morgana, 2012.
- Poètes en majesté à Versailles (avec Marc Alyn, Marie-Claire Bancquart, Tahar Ben Jelloun, Alain Duault, Abdellatif Laâbi, Werner Lambersy, Nimrod, Jean Orizet, Salah Stetié, Zoé Valdès, André Velter), introduction de Catherine Pégard, préface de Denis Podalydès, Éditions des Buclats, 2013.
- Chutes de temps aléatoires (avec Fernando Arrabal, Michel Bohbot, Michel Butor, Georges-Emmanuel Clancier, Guy Cloutier, Alain Freixe, Luis Mizon, Raphaël Monticelli, Lionel Ray, James Sacré, Gaston Puel), édition établie par René Piniès, Éditions du Centre Joë Bousquet et son Temps, 2014.

### Autres recueils et choix de livres d'artiste
- Livre des dédicaces, peintures de Julius Baltazar, Éditions André Biren, Paris 1994.
- Voyageur d'hiver, peintures de Julius Baltazar, André Biren, Paris 1994.
- La Nuit, demain, peintures de Roger Bertemes, André Biren, Paris 1995.
- Eaux fugitives, nuits, gravures peintes de Julius Baltazar, Montréal, Alain Piroir, 1995.
- Mains, Proses, peintures d’Isia Léviant, préface de Michael Gibson, étude historique de Michel Pastoureau, La Différence, 1997.
- Un des noms mystères, récit, eaux-fortes de Maud Greder, André Biren, 1999.
- Mémoire de l'eau, avec Michel Butor, Paul Bélanger, Georges-Emmanuel Clancier, Guy Cloutier, Hélène Dorion, Eugène Guillevic, Luis Mizon, gravures de Julius Baltazar, Éd Æncrages & Co, 1999.
- Libation pour le siècle, poèmes pour célébrer l'an 2000, gravures peintes de Julius Baltazar, Les Bibliophiles de France, 2000
- Enchantements ténus, recueil de poèmes avec des peintures originales de Roger Bertemes, Luxembourg, Éditions Phi 2000.
- Les Prodiges de l'arbre, proses, gravures de Philippe Minard et de Julius Baltazar, Xylos, Paris 2001
- Chaque bonheur n'a qu'une page, poèmes, gravures d’André Laubiès, bilingue, traduction de Josh Watsky, Wequetequock Cove, New-Haven (États-Unis), 2002.
- Dix-sept complices de Julius Baltazar, avec Paul Bélanger, Jacques Brault, Michel Butor, Georges-Emmanuel Clancier, Guy Cloutier, Denise Desautels, Guy Goffette, Thierry Laget, Luis Mizon, Pierre Oster, Yves Peyré, Lionel Ray, Roumanes, James Sacré, Bernard Vargaftig, Josh Watsky, Éditions Bernard Dumerchez, 2007.
- New-York, peintures de Julius Baltazar, éd. de Rivières, 2008.
- Cargos à quai, peintures de Patrice Pouperon, éd. de Rivières, 2008.
- Il n'est temps d'aucune heure, gravures de Julius Baltazar, calligraphies de Jean Cortot, Éditions Matarasso 2008.
- La Bicyclette de Julius Baltazar, poème - mélodie pour trombones et chœur d'hommes (gravure d'Alekos Fassianos), Éditions Rivières, 2009.
- En quête du poème (peintures de Michel Bourbon), Éditions Rivières, 2009.
- Le Stylo (peintures de Pierre Pardon), Éditions Rivières, 2009.
- menton l'été (peintures de Guy-Paul Chauder), Éditions Rivières, 2009.
- Les Pistaches (peintures de Robert Brandy), Éditions Rivières, 2009.
- Chambre en été (peintures de Philippe Hélénon), Éditions Rivières, 2010.